# Francisco da Silveira Bueno

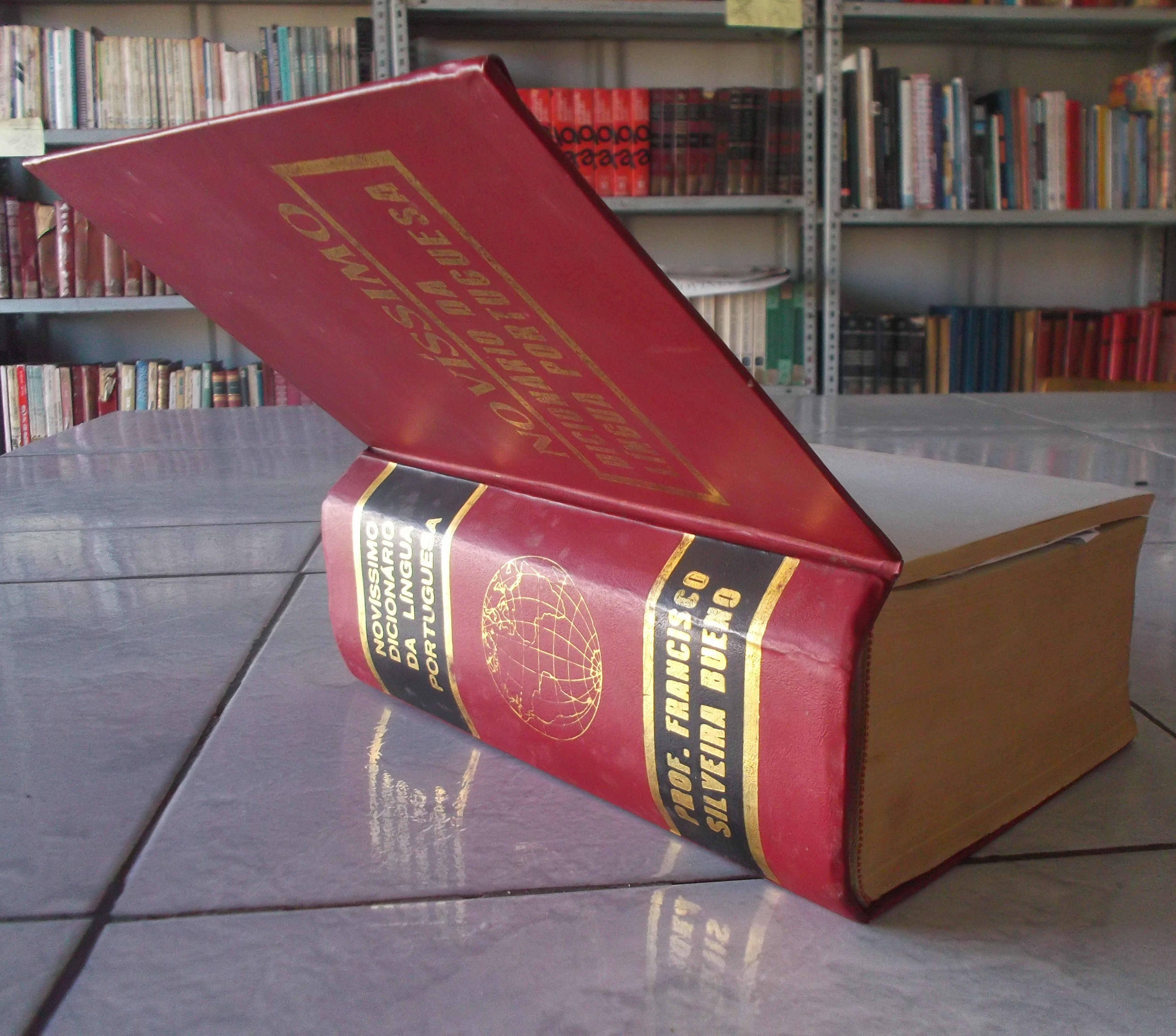

Francisco da Silveira Bueno (* 1898 in Atibaia; † 20. August 1989 in São Paulo) war ein brasilianischer Autor, Romanist, Lusitanist, Grammatiker und Lexikograf.

## Leben und Werk
Bueno studierte bis 1921 Theologie in São Paulo. Dann gab er die Klerikerlaufbahn auf und unterrichtete an verschiedenen Instituten der Stadt. Von 1929 bis 1939 lehrte er Portugiesisch und Sprechkunde an der Pädagogischen Hochschule. Von 1940 bis zu seiner Emeritierung war er (als Nachfolger von Otoniel Mota) Professor für Portugiesisch an der Universität von São Paulo (USP). Daneben schrieb er regelmäßig für mehrere Zeitungen.

## Werke

### Belletristik und Reiseliteratur
- Entardecer, São Paulo 1924  (Poesie)
- Cristo e as mulheres, São Paulo 1928
- Cartas esquecidas, São Paulo 1928 (unter Pseudonym: Frei Francisco da Simplicidade)
- Os que amaram demais, São Paulo 1929
- Cartas de muito amor,  São Paulo 1934 (unter Pseudonym: Frei Francisco da Simplicidade)
- Palavras cristãs, São Paulo 1942
- Pelos caminhos do mundo (viagens), São Paulo 1955 (Reisebericht)
- Hora amarga, São Paulo 1961
- Visões da Rússia e do mundo comunista, São Paulo 1961
- Lucrećia Borgia, São Paulo 1967
- Pelas estradas do sol, São Paulo 1967

### Monografien und Herausgebertätigkeit zum Portugiesischen
- Califasia e arte de dizer, São Paulo 1930 (später u. D. T. Manual de califasia, califonia, calirritmia e arte de dizer)
- A arte de escrever, São Paulo 1931
- A arte de falar em público, São Paulo 1933 (zahlreiche Auflagen)
- (Hrsg.) Páginas floridas, 5 Bde., São Paulo 1937–1944
- Questões de português. Reparos aos erros de gramática, São Paulo 1939
  - Questões de português, 2 Bde., São Paulo 1957–1965
- (Hrsg.) Auto das regateiras de Lisboa, São Paulo 1939, 1969
- (Hrsg.) Antologia arcaica. Trechos, em prosa e verso, coligidos em obras do século VIII ao século XVI,  São Paulo 1941, 1968
- (Hrsg.) Páginas escolhidas, 2 Bde., São Paulo 1942
- (Hrsg.) Páginas seletas, 2 Bde., São Paulo 1942
- (Hrsg.) Páginas Literárias, São Paulo 1942
- Gramática normativa da língua portuguesa, São Paulo 1944 (mehrere Auflagen)
- Literatura luso-brasileira, São Paulo 1944 (mehrere Auflagen)
  - História da literatura luso-brasileira, São Paulo 1965, 1968
- Estudos de filologia portuguesa, São Paulo 1946
- Tratado de semântica brasileira, São Paulo 1947 (mehrere Auflagen)
- A formação histórica da língua portuguesa, São Paulo 1955 (mehrere Auflagen)
- Estilística brasileira. O estilo e a sua técnica, São Paulo 1964

### Lexikografie
- Dicionário Escolar da Língua Portuguesa, Rio de Janeiro 1955 
  - Dicionário escolar Silveira Bueno, Rio de Janeiro 1996
- Grande dicionário etimológico-prosódico da língua portuguêsa, 9 Bde., Santos 1963–1967, 1974
- Dicionário da língua portuguesa, São Paulo 1972
- Vocabulário tupi-guarani português, São Paulo 1982, 1993
- Minidicionário da língua portuguesa, São Paulo 1996